# Alison Leighton
Alison Leighton (1987) è un'ex sciatrice alpina canadese.

## Biografia
Attiva in gare FIS dal dicembre del 2002, in Nor-Am Cup la Leighton esordì l'8 febbraio 2003 ad Aspen in discesa libera (40ª), ottenne il miglior piazzamento il 13 dicembre 2005 a Panorama in supergigante (9ª) e prese per l'ultima volta il via il 6 gennaio 2007 a Mont-Sainte-Anne in slalom speciale, senza completare la gara. Si ritirò durante la stagione 2010-2011 e la sua ultima gara fu uno slalom speciale universitario disputato il 12 febbraio a Winter Park e chiuso dalla Leighton al 40º posto; in carriera non debuttò in Coppa del Mondo né prese parte a rassegne olimpiche o iridate.

## Palmarès

### Nor-Am Cup
- Miglior piazzamento in classifica generale: 40ª nel 2006

### Campionati canadesi
- 1 medaglia:
  - 1 argento (supergigante nel 2006)